# John Finch
Sir John Finch, barone Finch di Fordwich (17 settembre 1584 – 27 novembre 1660), è stato un politico inglese, Speaker della Camera dei Comuni.

## Carriera politica
Finch iniziò la sua carriera politica nel 1611. Nel 1614 divenne rappresentante della città di Canterbury in Parlamento. Notato dal re Carlo I nel 1625, si trasferì stabilmente a Londra dove continuò la sua carriera. In questi anni fu nominato Consigliere della Regina|Consigliere del Re e gli venne conferita la carica di Attorney general.
Nel 1628 fu eletto Speaker per un anno, fino allo scioglimento del Parlamento. In questa occasione, restando fedele agli ordini del re, tentò di rinviare una seduta delle Camere, ma fu aggredito verbalmente e minacciato.

## Carriera giudiziaria
Nel 1634 fu nominato chief justice della Court of Common Pleas, e si distinse per il grande zelo con il quale si mantenne fedele al sovrano. 
Tra i casi maggiori, presiedette alla condanna di John Hampden, che aveva rifiutato di pagare la ship money negandone l'utilità. Come ricompensa per i suoi servizi nel 1640 fu nominato Lord Keeper of the Great Seal of England (Lord Custode del Gran Sigillo d'Inghilterra), e fu creato anche barone di Fordwich. 
Con l'avvento del Parlamento Lungo perse ogni incarico politico; i suoi appezzamenti di terreno furono sequestrati e lui dovette fuggire in Olanda. Edward Littleton prese il suo posto come Lord Custode.
Non si conosce con precisione la data in cui gli fu permesso di ritornare in Inghilterra. Tuttavia nel 1660 Carlo II lo chiamò a testimone per la condanna di alcuni regicidi. 
Finch morì il 27 novembre 1660 e fu seppellito presso la chiesa di St Martins nei pressi di Canterbury.